# Mutschel

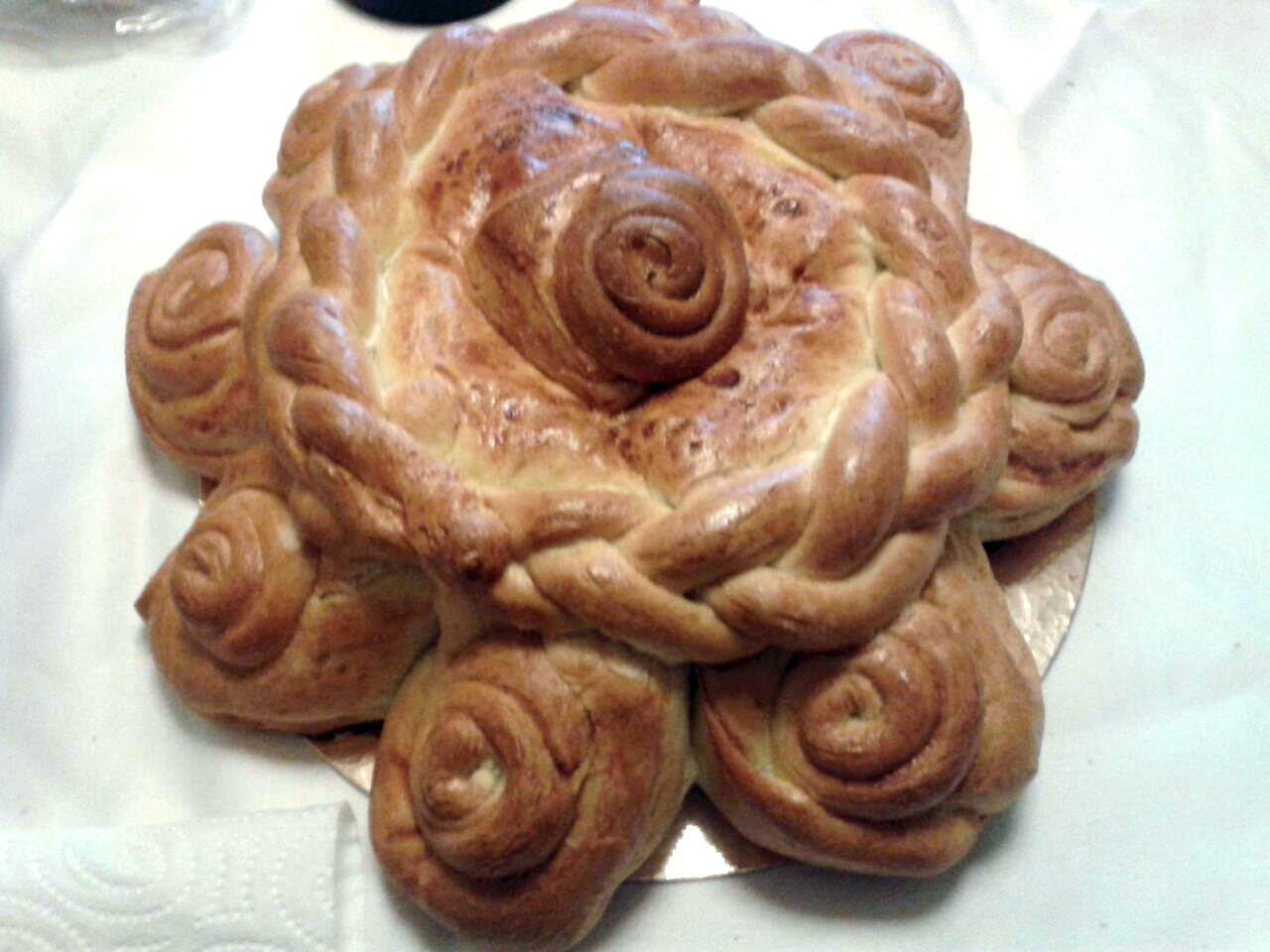
Original Reutlinger Mutschel

Die Mutschel ist ein aus Reutlingen stammendes, traditionelles sternförmiges Gebäck aus einem mürben Hefeteig mit acht Zacken. Das Gebäck und den dazugehörigen Mutscheltag gibt es wahrscheinlich seit dem 13. Jahrhundert. Mutscheln gibt es in verschiedenen Größen, selten werden auch süße Mutscheln (zum Beispiel mit Zuckerguss) gemacht.

## Wortherkunft
Mutschel ist als mittelhochdeutsches Wort mütschelîn nachgewiesen, es wurde damals besonders in Straßburg gebraucht. Mutsche bzw. das Diminutiv Mutschel bezeichnete einen missratenen Brotlaib oder ein Laibchen Brot aus Teigresten. Ein Bäcker, der oft misslungene Brote buk, wurde „Mutschelbek“ geheißen, während Mutschelmehl Mehl aus geriebenen Mutscheln (Weckmehl) bezeichnete. Auch das schweizerische Mutschli (berndeutsch Mütschli) leitet sich vom mittelhochdeutschen mütschelîn ab. Die Berner Bäckerordnung aus dem Jahr 1771 schrieb genau vor wie viel „ein Kreutzer werthes Mütschli wohl ausgebacken wiegen“ soll.

## Geschichte und Tradition
1807 veröffentlichte ein Reutlinger Verlag im Kochbuch „Die gelehrige Hauswirthin“ bereits Rezepte von süßen Mutscheln.
1840 wird in der Schrift „Historische Denkwürdigkeiten der ehemaligen freien Reichsstadt Reutlingen“ berichtet, dass Mutscheln (sternförmiges Butterbackwerk) an die Kinder der Zünftler verteilt wurden, und dass dies eine uralte Sitte an den Reutlinger Zunfttagen war.
Über den Ursprung der Reutlinger Mutschel-Form gibt es die Legende, der Reutlinger Bäcker Albrecht Mutschler habe das Gebäck im 14. Jahrhundert erfunden. Laut dem Reutlinger Heimatbuch (Ausgabe 1954, S. 37) wurde 1435 ein Bäcker, den man nennt Mutschler, erwähnt. Andere Vermutungen deuten auf eine Nachbildung des „Stern der drei Weisen“ hin.
Sie besteht aus einem mürben Hefeteig und ist mit acht Zacken sternförmig aufgebaut. In ihrer Mitte besitzt sie eine würfelförmige oder runde Erhebung, diese wird umschlungen von einem Kranz. Der Legende nach handelt es sich bei der Erhebung um eine Abbildung der Achalm, den Reutlinger Hausberg. Um diesen Berg soll wohl eine Goldkette vergraben liegen, welche am Kranz der Mutschel dargestellt wird. Die acht Zacken symbolisieren dabei die Hauptzünfte Reutlingens, wie zum Beispiel Bäcker, Metzger, Weingärtner, welche aufs leibliche Wohl ausgerichtet sind. Das Motiv der goldenen Kette findet sich auch in der Erzählung Die Liebe der Berge des Reutlinger Schriftstellers Hermann Kurz.
Mutscheln gibt es in verschiedenen Größen. Je nach Größe ist die Mutschel auf ihren Zacken verziert. Dabei erkennt man hin und wieder die verschiedenen Zünfte, wie zum Beispiel eine Brezel die die Zunft des Bäckerhandwerks darstellt. Diese Zünfte sind auch auf dem Reutlinger Zunftbrunnen zu sehen, dabei ist die Mutschel beim Bäcker zu finden.
Auch verschiedene Spiele rund um die Mutschel waren früher bekannt. „Mueter het gsait, ich söll dir e Mütschele geben!“ – mit diesem Spruch fasste man jemand von hinten an den Schultern und versetzte ihm mit dem Knie einen Stoß in den Hintern.
Früher fand am Mutscheltag (der erste Donnerstag nach dem Dreikönigstag) ein Preisschießen statt, bei dem die besten Schützen Mutscheln gewannen.
Ferner wurde um Mutscheln und Lebkuchen gewürfelt. Diese Bräuche in Reutlingen sollen bis in reichsstädtische Zeiten zurückgehen und volle drei Tage gedauert haben. Männer, ob ledig oder verheiratet, hatten an den Mutscheltagen „privilegirte Narrenfreiheit“.
Heute wird um die Mutscheln gewürfelt, was auch als Mutscheln bezeichnet wird. Die bekanntesten Mutschel-Würfelspiele sind:
- Große und kleine Hausnummer
- Nackets Luisle
- Langer Entenschiss
- Der Wächter bläst vom Turme
- Sieben frisst.

Auch wenn viele am Mutschelabend Mäxle spielen, ist es streng genommen kein klassisches Mutschelspiel.
In der Nachbargemeinde Pfullingen gibt es einen ähnlichen Brauch mit dem Unterschied, dass das Gebäck hier Stern genannt wird und nur sieben Zacken besitzt. Das Sternwürfeln findet hier traditionell am Tag vor dem Dreikönigstag, also am 5. Januar, statt.